# Mesquitela (Almeida)
Mesquitela era una freguesia portuguesa del municipio de Almeida, distrito de Guarda.

## Historia
Fue suprimida el 28 de enero  de 2013, en aplicación de una resolución de la Asamblea de la República portuguesa promulgada el 16 de enero de 2013 al unirse con las freguesias de Ade, Castelo Mendo y Monte Perobolço, formando la nueva freguesia de Castelo Mendo, Ade, Monteperobolso e Mesquitela.